# Minisode 2: Thursday's Child
Minisode 2: Thursday's Child là mini album mở rộng bằng tiếng Hàn thứ tư (EP) (thứ năm tổng thể) của nhóm nhạc nam Hàn Quốc TXT. Album được phát hành vào ngày 9 tháng 5 năm 2022, thông qua Big Hit Music và Republic Records. Tập trung vào khái niệm "dữ dội" và "đen tối", EP bao gồm năm bài hát, bao gồm cả đĩa đơn chính "Good Boy Gone Bad".

## Bối cảnh
Vào ngày 6 tháng 4 năm 2022, Big Hit Music thông báo rằng TXT sẽ trở lại vào đầu tháng 5.

## Hiệu suất thương mại
Vào ngày 20 tháng 4 năm 2022, đơn đặt hàng trước cho Minisode 2: Saturday's Child đã vượt qua 810.000 bản, sáu ngày sau khi thông báo, vượt mức cao nhất trong sự nghiệp trước đó của TXT là 520.000 đơn đặt hàng trước cho The Chaos Chapter: Freeze. Album đã vượt qua 1,44 triệu đơn đặt hàng trước vào ngày phát hành và bán được 910.000 bản trong ngày đầu tiên sau khi phát hành.

## Danh sách
| Danh sách các bài hát Minisode 2: Thursday's Child | Danh sách các bài hát Minisode 2: Thursday's Child | Danh sách các bài hát Minisode 2: Thursday's Child | Danh sách các bài hát Minisode 2: Thursday's Child | Danh sách các bài hát Minisode 2: Thursday's Child |
| STT                                                | Nhan đề | Sáng tác | Producer(s)                                        | Thời lượng                                         |
| -------------------------------------------------- | --- | --- | -------------------------------------------------- | -------------------------------------------------- |
| 1.                                                 | "Opening Sequence" | Koda Sam Klempner Bryn Christopher Supreme Boi Slow Rabbit Lee Seu-ran Huening Kai January 8th Taehyun Danke Yi Yi-jin                                                                                                 | Klempner                                           | 2:58                                               |
| 2.                                                 | "Good Boy Gone Bad" | Slow Rabbit Supreme Boi Moa "Cazzi Opeia" Carlebecker Ellen Berg Big Hit Music Melanie Joy Fontana Michel "Lindgren" Schulz "Hitman" Bang Yeonjun Blvsh Chris James Jo Yoon-kyung                                      | Slow Rabbit                                        | 3:12                                               |
| 3.                                                 | "Trust Fund Baby" | Cate Downey Big Hit Music Slow Rabbit Danke Brian Phillips Taehyun Yi Yeonjun Hwang Yu-bin Kim In-hyung | Phillips Slow Rabbit                               | 2:36                                               |
| 4.                                                 | "Lonely Boy" (네 번째 손가락 위타투; Ne Bonjjae Songarak Witatu; dịch nghĩa đen: "The Tattoo on My Ring Finger") (네 번째 손가락 위타투; Ne Bonjjae Songarak Witatu; dịch nghĩa đen: "The Tattoo on My Ring Finger") (hát bởi Yeonjun và Huening Kai)) | Jason Hahns Andrew Okamura Yeonjun El Capitxn Huening Kai | AObeats Hahns El Capitxn                           | 2:49                                               |
| 5.                                                 | "Thursday's Child Has Far to Go" | Slow Rabbit Beomgyu Revin Jo Gabriel Brandes Matt Thomson Max Lynedoch Graham Taehyun "Hitman" Bang Song Jae-kyung January 8th Carlebecker Ninos Hanna Fontana Schulz Alexander Karlsson Nermin Harambasic Danke Hwang | Beomgyu Slow Rabbit Revin                          | 3:31                                               |
| Tổng thời lượng:                                   | Tổng thời lượng: | Tổng thời lượng: | Tổng thời lượng:                                   | 15:06                                              |

## Bảng xếp hạng
| Bảng xếp hạng (2022)                        | Thứ hạng |
| ------------------------------------------- | -------- |
| Album Áo (Ö3 Austria)                       | 11       |
| Album Bỉ (Ultratop Vlaanderen)              | 14       |
| Album Bỉ (Ultratop Wallonie)                | 12       |
| Album Canada (Billboard)                    | 44       |
| Croatian International Albums (HDU)         | 40       |
| Album Đan Mạch (Hitlisten)                  | 39       |
| Finnish Albums (Suomen virallinen lista)    | 5        |
| French Albums (SNEP)                        | 9        |
| Album Đức (Offizielle Top 100)              | 14       |
| Album Nhật Bản (Oricon)                     | 1        |
| Japanese Hot Albums (Billboard Japan)       | 1        |
| Album Ba Lan (ZPAV)                         | 2        |
| South Korean Albums (Gaon)                  | 1        |
| Spanish Albums (PROMUSICAE)                 | 54       |
| Swedish Physical Albums (Sverigetopplistan) | 3        |
| Album Thụy Sĩ (Schweizer Hitparade)         | 14       |
| Album Hoa Kỳ Billboard 200                  | 4        |
| Album Hoa Kỳ World (Billboard)              | 1        |

| Bảng xếp hạng (2022)       | Thứ hạng position |
| -------------------------- | ----------------- |
| Japanese Albums (Oricon)   | 4                 |
| South Korean Albums (Gaon) | 2                 |

## Release history
| Region  | Date        | Format(s)                     | Label(s) | Ref.          |
| ------- | ----------- | ----------------------------- | -------- | ------------- |
| Various | May 9, 2022 | CD digital download streaming | Big Hit  | [ 28 ]        |
| Various | May 9, 2022 | CD digital download streaming | Republic | [ 29 ] [ 30 ] |

## Lịch sử phát hành
| Quốc gia      | Ngày               | Định dạng                     | Hãng             | Ghi chú       |
| ------------- | ------------------ | ----------------------------- | ---------------- | ------------- |
| Các nước khác | 9 tháng 5 năm 2022 | CD digital download streaming | Big Hit          | [ 28 ]        |
| Các nước khác | 9 tháng 5 năm 2022 | CD digital download streaming | Republic Records | [ 29 ] [ 31 ] |